# Richard Borcherds
Richard Ewen Borcherds (Kaapstad, 29 november 1959) is een Brits wiskundige, die gespecialiseerd is roosters, getaltheorie, groepentheorie, en oneindig dimensionale algebra's. Hij werd in 1998 bekroond met de Fieldsmedaille.

## Biografie
Hij groeide op in Birmingham. In zijn jeugd was hij een goede schaker, maar daarna richtte hij zich volledig op wiskunde. In 1978 behaalde hij een gouden medaille op de Internationale Wiskunde Olympiade. Hij studeerde aan het Trinity College in Cambridge en behaalde een doctoraat onder John Horton Conway, met als onderwerp het Leech-rooster. Later ging hij naar de Universiteit van Berkeley in Californië.

## Werk
Borcherds is het best bekend voor zijn werk, waarin hij de theorie van de eindige groepen verbindt met andere deelgebieden in de wiskunde. In het bijzonder ontwikkelde hij samen met Igor Frenkel, James Lepowsky en Arne Meurman de notie van vertexoperatoralgebra's. Deze worden gebruikt om een oneindig dimensionale gegradeerde algebra te construeren, waarop door de monstergroep wordt ingewerkt. Borcherds gebruikte deze vervolgens, samen met methoden uit de snaartheorie, om het monsterlijke maneschijn vermoeden van John Conway en Simon Norton te bewijzen. In dit vermoeden werd de monstergroep in verband gebracht met de coëfficiënten van de q-expansie van de j-invariant. Het resultaat was niet alleen een grote toename in het begrip van het monstergroep, een zeer grote eindige enkelvoudige groep, waarvan de structuur eerder niet goed werd begrepen, maar verbond de monstergroep met verschillende aspecten uit de wiskunde en de wiskundige natuurkunde. In de afgelopen jaren heeft Borcherds geprobeerd op een wiskundig rigoureuze wijze een kwantumveldentheorie te construeren.
In 1998 kreeg hij de Fieldsmedaille, voor "zijn bijdrages aan de algebra, de theorie van automorfe vormen en de wiskundige natuurkunde, waaronder de introductie van vertexalgebra's en Borcherds' lie-algebra's, het bewijs van de Conway-Norton maneschijnvermoeden en de ontdekking van een nieuwe klasse van automorfe oneindige producten."

## Overige
Hij heeft een YouTube-kanaal waarop hij voornamelijk wiskundecolleges heeft geplaatst over algebraïsche meetkunde, algebraïsche variëteiten, schematheorie, commutatieve algebra, groepentheorie en galoistheorie. Er zijn ook een aantal wiskundecolleges op bachelor- of middelbare schoolniveau en een aantal kortere cursussen over andere onderwerpen zoals complexe analyse, getaltheorie, modulaire vormen, categorietheorie, homologische algebra, representatietheorie, Zermelo-Fraenkel-verzamelingenleer, lie-groepen, algebraïsche topologie, elliptische functies, Vinberg's algoritme, Kac-Moody-algebra's en automorfe vormen.